# Non causa pro causa

La cause douteuse - également connue sous le nom de fausse cause ou de non causa pro causa (« non-cause pour cause » en latin) - est une catégorie d'erreurs informelles (en) dans lesquelles une cause est incorrectement identifiée.
Par exemple : « Chaque fois que je m'endors, le soleil se couche. Par conséquent, mon coucher fait que le soleil se couche. ». Les deux événements peuvent coïncider, mais n'ont aucun lien de causalité.
Les erreurs de cause douteuse comprennent :
- La corrélation implique la causalité (cum hoc, ergo propter hoc)
- Sophisme de la cause unique
- Post hoc ergo propter hoc
- Régression fallacieuse
- Sophisme du tireur d'élite texan
- le fait de « sauter aux conclusions » (Jumping to conclusions (en))
- Sophisme par association
- Réduction ad hitlerum